# Arvi (Wardha)
Pour les articles homonymes, voir Arvi.
Arvi est une ville et une municipalité du district de Wardha dans l'état de Maharashtra, en Inde.

## Géographie
Arvi est située à une altitude moyenne de 828 mètres (2 716 pieds). 
La ville est un centre important pour le commerce du coton et de soja. Arvi abrite un institut polytechnique et des écoles dans divers domaines tels le commerce ou la science. L'aéroport le plus proche est l'aéroport de Nagpur Arvi situé à 100 kilomètres.
Arvi est aussi appelée Cité de la Joie.